# Quadrangle Shakespeare
El quadrangle Shakespeare és un dels 15 quadrangles definits del reticulat cartogràfic adoptat de la Unió Astronòmica Internacional per Mercuri. Comprén el tros de la superfície de Mercuri entre els 70° - 20° latitud N i els 90° - 180° longitud O i és identificat amb el codi H-3.
El cràter Shakespeare és l'estructura geològica present al seu interior triada com epònim per al mateix quadrangle. Aquesta denominació ha estat adoptada el 1976 després que la missió Mariner 10 disposara de les primeres imatges de la superfície de Mercuri. Abans s'anomenava quadrangle Caduceata, nom de la característica d'albedo que havia estat històricament identificada en aquesta part de la superfície.
Va ser un dels dos únics quadrangles per als quals, durant els tres sobrevols planetaris de Mercuri, es van poder obtenir imatges de tota la seva superfície. Després de la missió MESSENGER es va poder millorar el detall de la cartografia.
La regió és dominada per la Sobkou Planitia; els seus cràters principals són Brontë, Degas, Chŏng Ch'ŏl, Van Eyck, Strindberg i Botticelli. La regió és limitada a l'oest pels Caloris Montes.

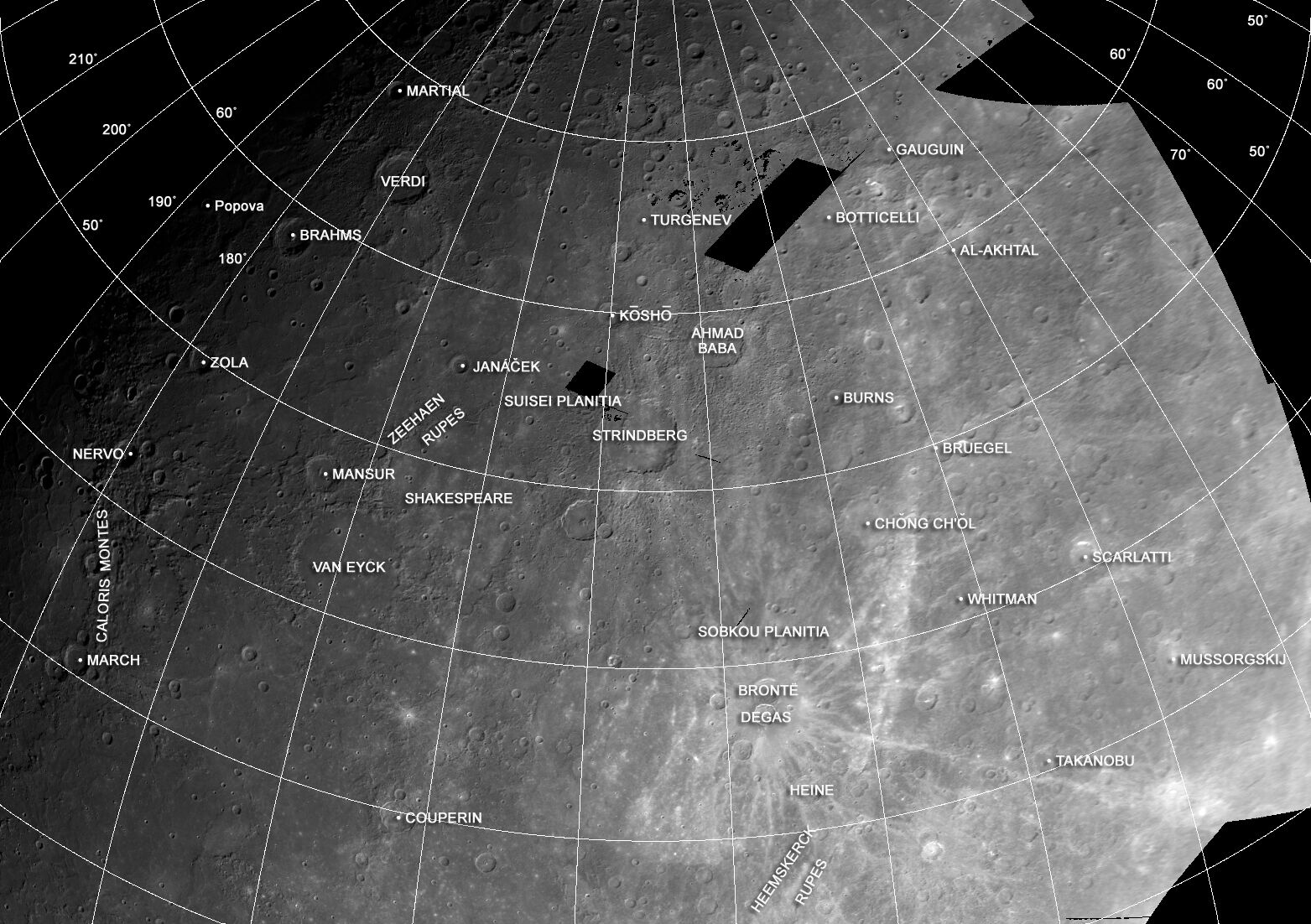
El quadrangle Shakespeare en un collage d'imatges presses per la Mariner 10.